# Armpits of Immortals
Armpits of Immortals is een single van de Italiaanse comedy-metalband Nanowar of Steel. Het nummer is niet op een album verschenen. Op het nummer is een gastbijdrage van voormalig Manowar-gitarist Ross the Boss te horen.

## Achtergrond en beschrijving
Armpits of Immortals werd op 10 november 2022 uitgebracht. In het nummer wordt beschreven hoe zweet iets is om trots op te zijn, lekker ruikt en ook altijd zal blijven ruiken (our smell will never die). Ook wordt het festivalleven met heel wat details beschreven, zoals overgeven tussen de urine en modder, het langdurig staan en het daardoor oplopen van ingegroeide teennagels, overnachten in tenten en een verwijzing naar een moshpit. Reeds in de eerste zin van het eerste couplet is een persiflage van het nummer Paradise City van Guns N' Roses te horen: […] where the grass is brown and the girls are questionable in plaats van […] where the grass is green and the girls are pretty uit het origineel.
De band vatte het nummer als volgt samen:
Met dit nummer vieren we de terugkeer van het festivalseizoen, niet omdat we graag concerten geven, maar omdat we ervan genieten om de sterke lichaamsgeuren van anderen te ruiken!

## Videoclip
De videoclip bestaat voornamelijk uit een live-optreden van Armpits of Immortals. Te zien is onder meer hoe de band tijdens het refrein en de bridge samen met het publiek een bijpassend dansje uitvoert, waarbij de armen in de lucht worden gestoken, wordt geklapt en aan de eigen oksels wordt geroken. Tijdens de gitaarsolo komt Ross Friedman in beeld, die achter de schermen de solo uitvoert. Aan het einde van de clip steekt ook Friedman een arm in de lucht.
- MusicBrainz work: d9fbd37c-ad78-46e9-a318-c5f415b8f1ff